# Афитос (античен град)
А̀фитос или А̀фитис (на гръцки: Άφυτος, Άφυτις) е град, който в античността е важно селище на полуостров Палене. Развалините му са разположени край днешните села Афитос и Калитеа, на територията на днешна Северна Гърция, дем Касандра в административна област Централна Македония.

## История
В VIII век пр. Хр. колонисти от Еретрия основават колонията Афитос. Светилището на Дионис и нимфите и храмът на Зевс Амон играят важна роля в архаичния и класическия период. Градът участва в Персийските войни със собствените си кораби. Принуден е от персите да им плаща данък. След оттеглянето на персите се присъедининява към Атинския морски съюз. Афитос сече собствени пари с образа на Зевс Амон.
В 348 година Афитос е част от Халкидския съюз, унищожен от Филип II Македонски. Градът бързо е възстановен, но по време на наследниците на Александър III е част от Македония, тъй като сече монети с македонски имена.
Продължава да процъфтява и по римско време. Страбон споменава Афитос заедно с Касандрия, Менде, Скионе и Сане като един от градовете, които съществуват на Палене в I век пр. Хр.

## Археология
Развалините на града са разположени край село Калитеа, на морския бряг, на 4 km южно от село Афитос.
Храмът на Зевс Амон край морето има шест дорийски колони на късите си страни и единадесет на дългите и, съдейки по пропорциите, вероятно е построен в IV век пр. Хр. Материалът е местен варовик, в който има фосилизирани молюски, към който е добавена облицовка от бял мрамор. В края на 3 или в началото на II век пр. Хр. част от храма е заменена с мрамор, вероятно защото първоначалната конструкция се е срутила. Пред храма има издължен каменен олтар, който е бил покрит в началото на римската епоха и заменен с по-малка структура. Днес базата на олтара още се вижда.
В близост до храма на Зевс Амон култът към Дионис и нимфите се практикува още от VIII век в специални светилища. В скалата е изсечена каменна стълба, която води до ниша, под която е открита пещера със сталактити. Светилището и популярно през античността.